# Gymnocalycium bruchii
Gymnocalycium bruchii je kaktus z rodu Gymnocalycium, původním výskytem v pohoří Sierra de Córdoba v argentinské provincii Córdoba. V rámci svého rodu se jedná o trpasličí rostlinu, která bohatě odnožuje a hojně kvete růžovými květy.

## Historie objevu
Jako první popsal tento druh botanik Carlo Luigi Spegazzini v roce 1923 poté co obdržel několik exemplářů ze sběrů fotografa a entomologa dr. Carla Brucha, který je objevil v roce 1918. Spegazzini zařadil tento kaktus do rodu Frailea a pojmenoval na počest objevitele jako Frailea bruchii.
O rok později, v roce 1924, popsal německý botanik Vaupel podobné kaktusy, které mu ze sběrů u města La Falda v roce 1921 zaslal Carl Curt Hosseus, jako Gymnocalycium lafaldense. Nicméně později, v roce 1926, sám Hosseus zkombinoval oba popisy do dnes používaného Gymnocalycium bruchii, i když názory na pojmenování se stále mohou lišit.

## Popis
Tělo kaktusu je 3–6 cm široké a vysoké s mnoha menšími odnožemi, které mohou i překrývat hlavní část rostliny. Z areol, lehce oválného tvaru, vyrůstá kolem desítky trnů, které jsou jemné a většinou stočeny směrem k tělu. 
Květy se objevují na jaře a jejich zbarvení je v různých odstínech a intenzitách růžové, výjimečně i bílé, buď bez vůně nebo slabě vonící po růžích. Velikost okvětního kalichu je 2–3 cm. Po opylení vznikají plody o velikosti 1–1,5 cm, které obsahují semena o velikosti ca 1,2–1,4 mm.

## Výskyt
Jedná se o horské kaktusy, rostoucí ve výškách mezi 800–1800 m n. m., kde se průměrná roční teplota pohybuje 9–15 °C. Výskyt Gymnocalycium bruchii je zaznamenán zejména v rámci argentinské provincie Córdoba, ale jsou zaznamenány i nálezy v sousední provincii San Luis. Oblast výskytu je tedy poměrně rozlehlá – nejvzdálenější známá naleziště jsou vzdálená přes 300 km. 

## Galerie

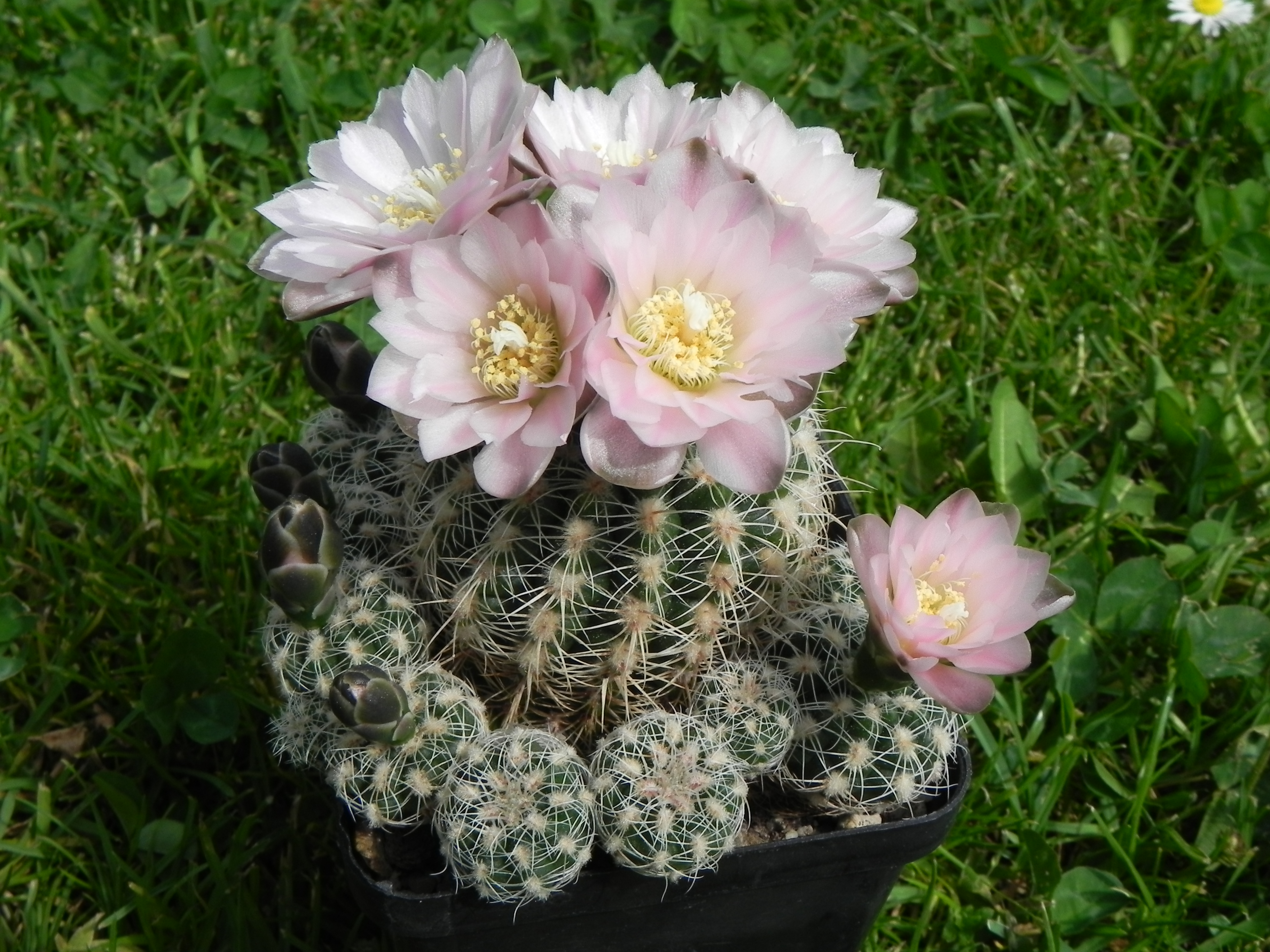
G. bruchii
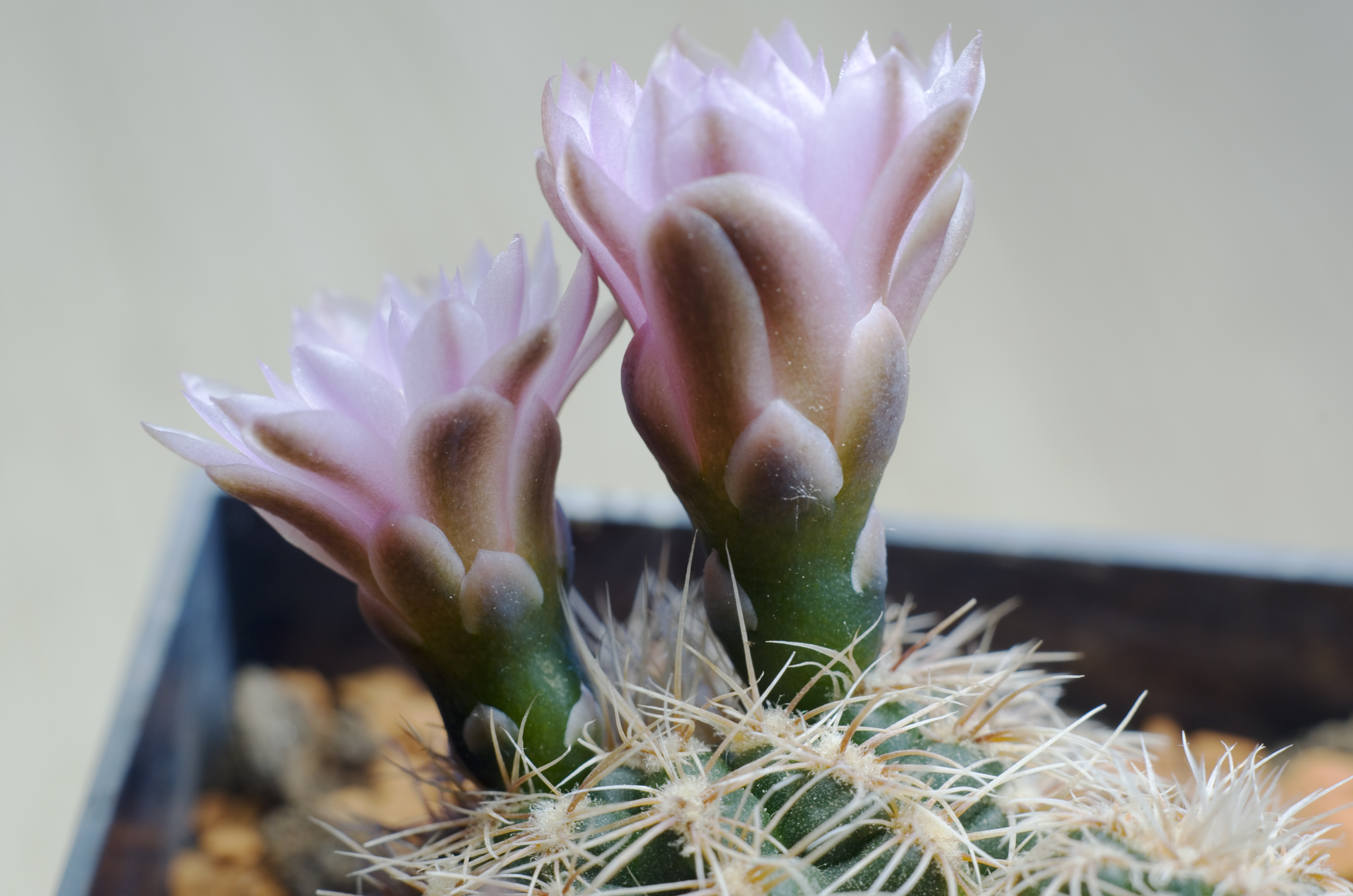
Květní kalich z boku
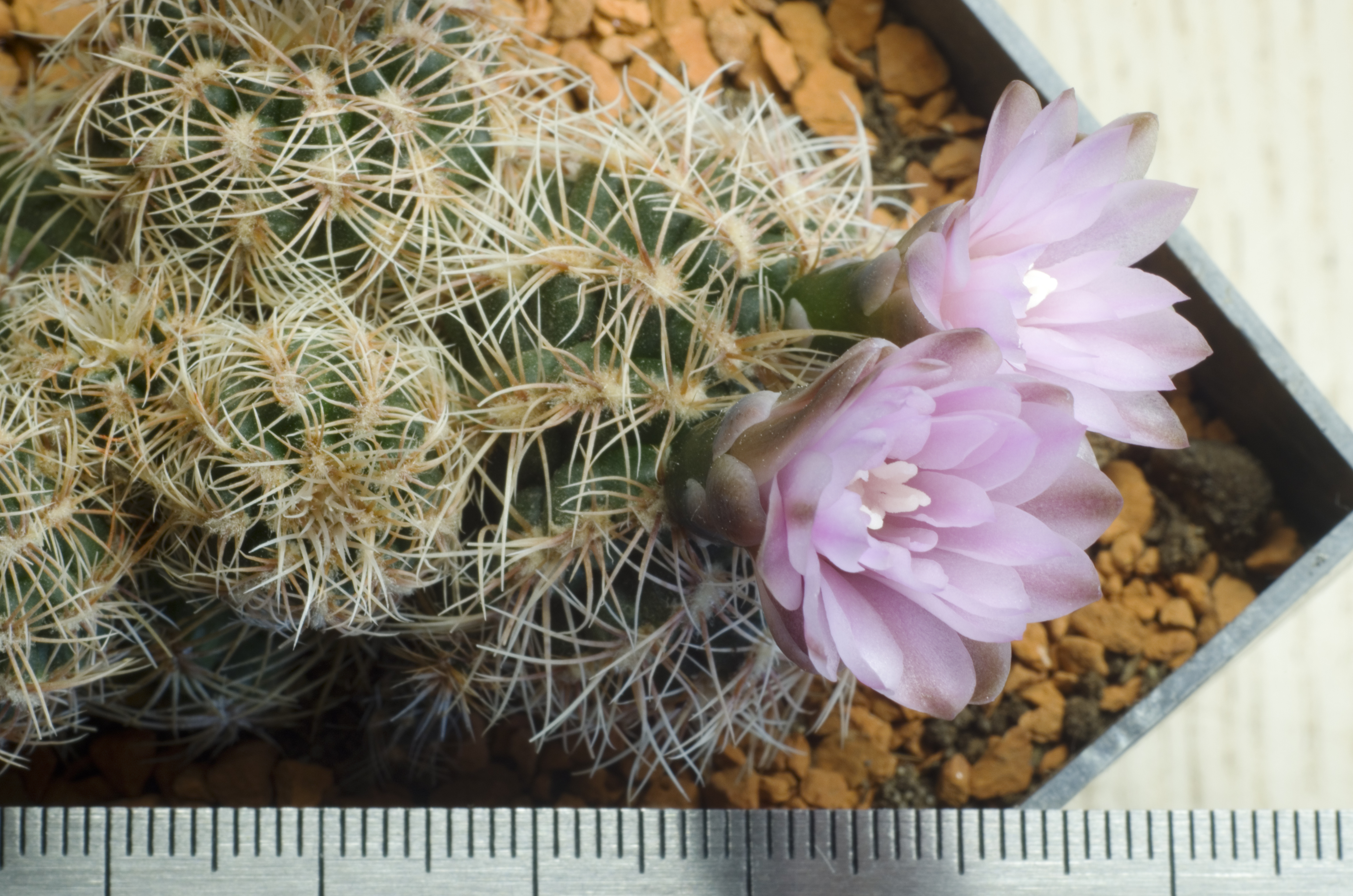
S měřítkem
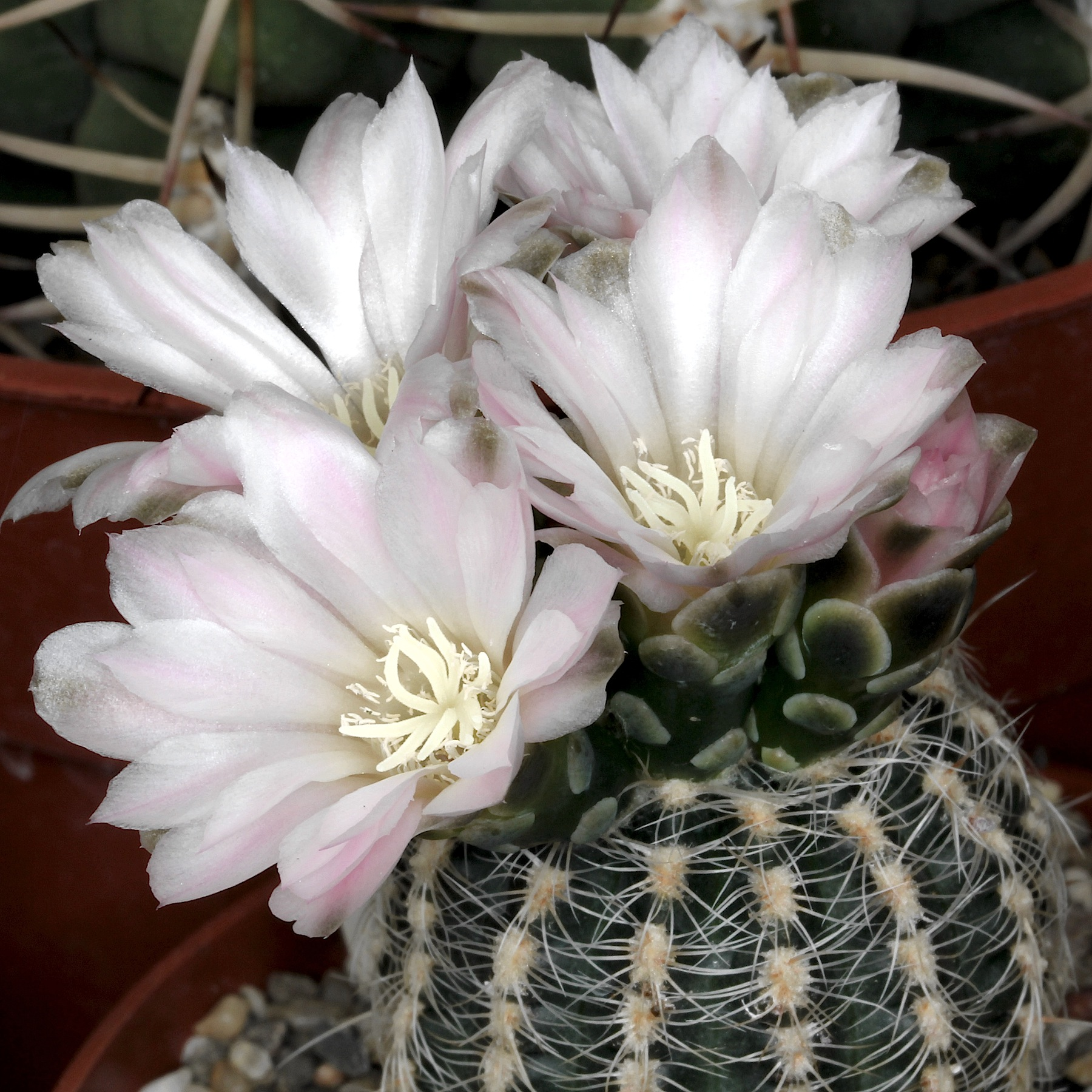
Květy
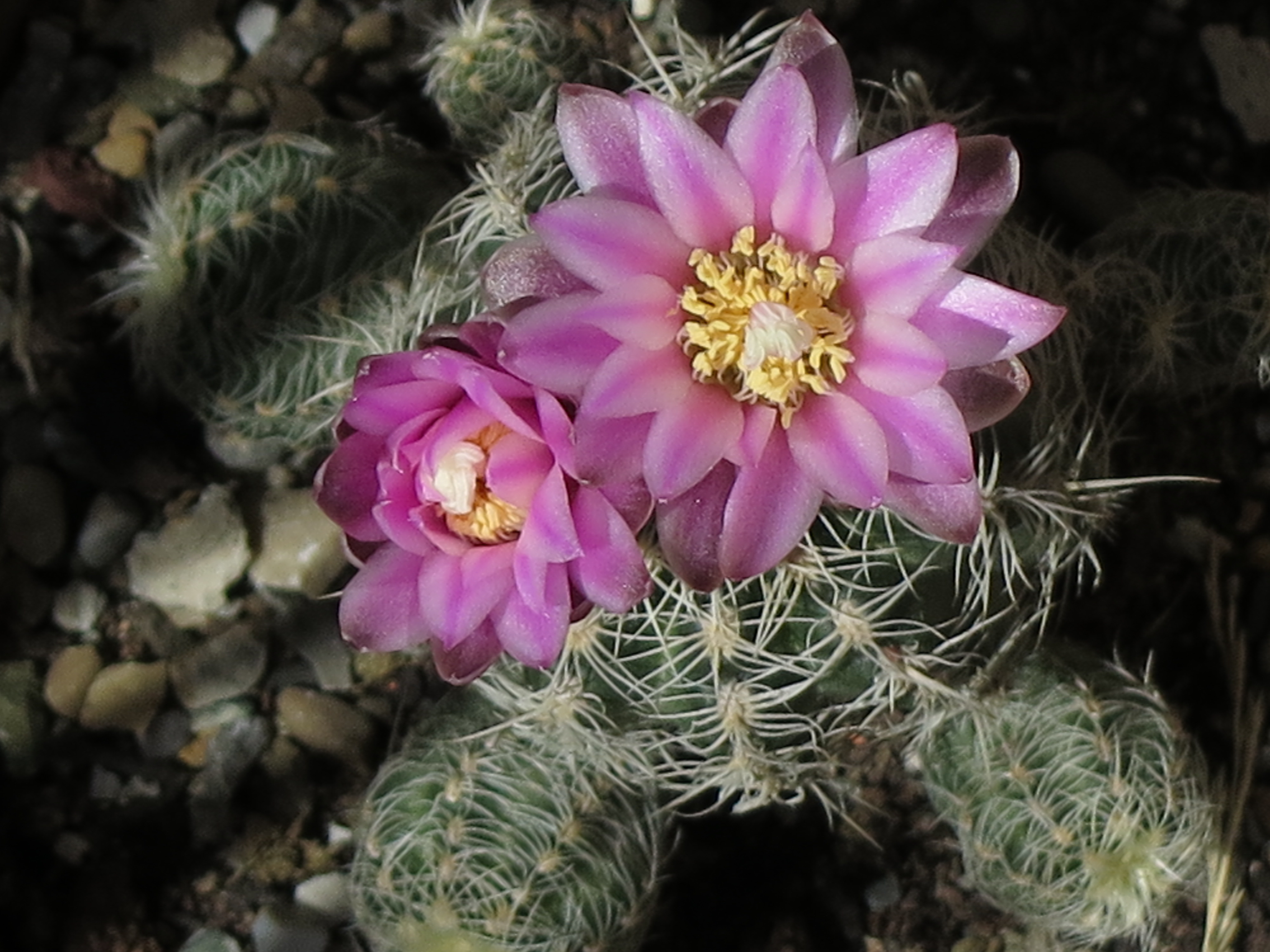
Květy
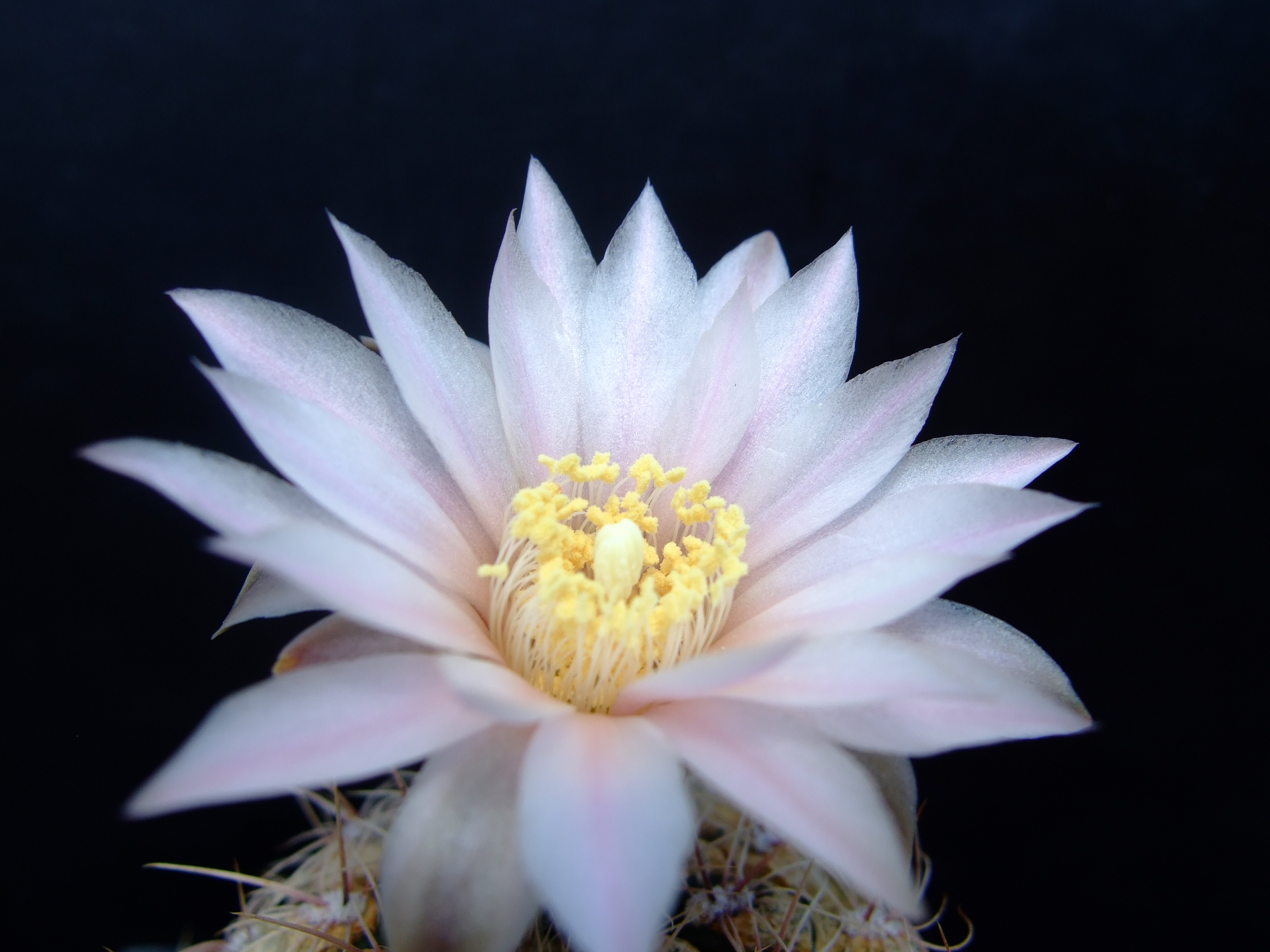
Květ
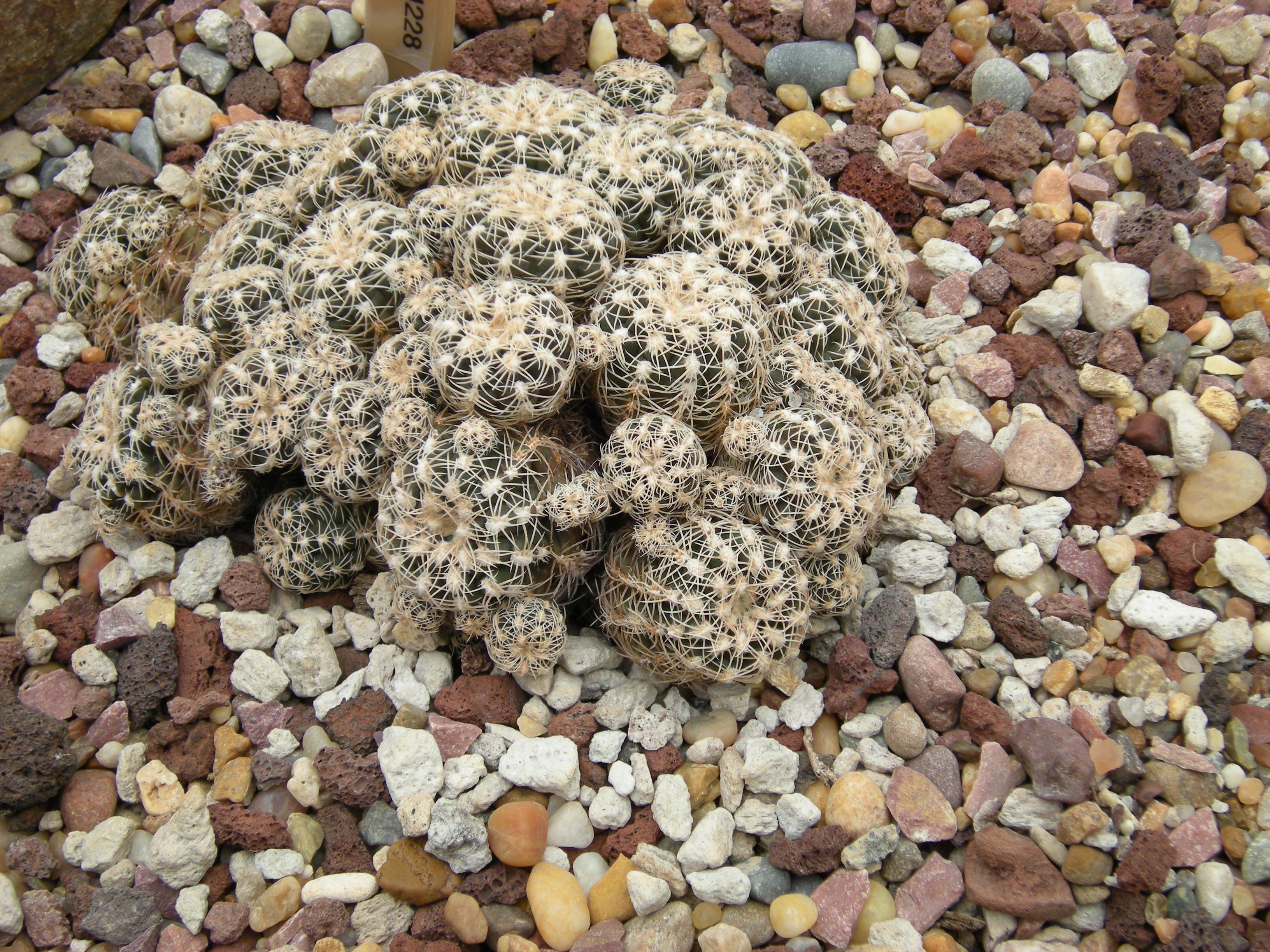
Bez květů